# کبرای پوگاچو
در علوم آکروجت، کبرای پوگاچِو (انگلیسی: Pugachev's Cobra؛ یا مانور کبرا) یک حرکت نمایشی و پرطرفدار است که در آن، یک هواپیما که با سرعت متوسط پرواز می‌کند، ناگهان نوک هواپیما را لحظه‌ای بالا برده و پیش از برگشتن به حالت عادی، کمی آن را به جهت مخالف مایل می‌کند. این حرکت، از نیروی شدید موتور برای تثبیت تقریبی ارتفاع در طول مانور استفاده می‌کند. برخی معتقدند که از این مانور می‌توان در نبردهایی با فاصله کم استفاده کرد. هواپیماهای سوخو-۵۷، سوخو-۳۵، سوخو-۳۰ و سوخو-۲۷ در انجام این مانور بسیار توانا هستند. تا سال ۲۰۱۹ میلادی، هواپیمای سوخو-۳۵ یکی از مانورپذیرترین هواپیمای جهان بوده و حتی از سوی غربی‌ها نیز با لقب «ارباب آسمان» نام برده می‌شود. مانور کبری برای اولین بار در سال ۱۹۸۹ در نمایشگاه هوایی پاریس توسط ویکتور جورجیویویچ پوگاچف (به روسی: Ви́ктор Гео́ргиевич Пугачёв)، (به انگلیسی: Viktor Georgiyevich Pugachev) اجرا شده است.